# Helmut Gernsheim
Pour les articles homonymes, voir Gernsheim (homonymie).
Helmut Gernsheim, né le 1er mars 1913 à Munich et mort le 20 juillet 1995 à Lugano, est un historien de l'art britannique d'origine allemande, spécialisé dans l'histoire de la photographie, ainsi qu'un photographe et un collectionneur.
Auteur de nombreux ouvrages et articles sur l'histoire de la photographie, il est aussi connu pour avoir été le découvreur de la première photographie connue, réalisée par Nicéphore Niépce, le Point de vue du Gras, conservée depuis 1963 à l'université du Texas à Austin, où elle est exposée. Ses collections de photographies anciennes et de photographies du XXe siècle sont conservées respectivement à l'université du Texas à Austin aux États-Unis et au Reiss-Engelhorn-Museen de Mannheim en Allemagne.

## Biographie

### Formation
Helmut Erich Robert Kuno Gernsheim est le troisième fils d'un bibliothécaire d'université, Karl Gernsheim, et de son épouse Hermine Scholz. Il commence en 1933 des études d'histoire de l'art à l'Université Louis-et-Maximilien de Munich, puis de 1934 à 1936 étudie la photographie à l'École d'État de photographie de Munich, à l'instigation de son frère, Walter Gernsheim (de), qui estime qu'il s'agit d'une profession plus pratique pour une personne d'origine partiellement juive qui a l'intention de quitter l'Allemagne nazie. Il réalise des travaux commerciaux, dont certains en couleur grâce au procédé allemand Uvachrome. Un reportage photographique sur le théâtre des marionnettes de Munich lui permet de se rendre à Paris où son travail est présenté à l'Exposition internationale des arts et des techniques appliqués à la vie moderne du 25 mai au 25 novembre. Il est envoyé à Londres pour travailler à des commandes de la National Gallery, et choisit de rester au Royaume-Uni.

### Seconde Guerre Mondiale
Lors du déclenchement de la Seconde Guerre mondiale, Helmut Gernsheim est arrêté en tant qu'« friendly enemy alien », déporté en Australie et interné  pendant un an à Hay, en Nouvelle-Galles du Sud, avec d'autres artistes et intellectuels ressortissants allemands, comme le directeur artistique et costumier Hein Heckroth, l'artiste Ludwig Hirschfeld-Mack (de), l'historien de l'art Ernst Kitzinger ou le photographe Henry Talbot (en). Pendant cet internement, il donne des conférences sur l'esthétique de la photographie à d'autres internés et rédige une étude critique sur la photographie, New Photo Vision, qui sera publiée en 1942 à Londres, et remarquée par le critique américain et historien de la photographie Beaumont Newhall dont il deviendra l'ami.
Gersheim est libéré en 1941 en se portant volontaire pour travailler au National Buildings Record ; il rentre à Londres en 1942 où il est chargé de photographier des bâtiments et monuments importants ; il publie deux ouvrages qui leur sont consacrés, et ces travaux sont remarqués par The Architectural Review qui les décrit en 1943 comme « nothing short of a rediscovery of the Baroque monuments [rien de moins qu'une redécouverte des monuments baroques] ». Il obtient un poste à l'Institut Warburg en tant que photographe en chef pour la région de Londres. Adhérent de la Royal Photographic Society, il en devient Fellow (FRPS) en 1942.
Il rencontre sa future femme, Alison Eames, en 1938 ; elle divorce de son premier mari, Blen Williams, et vit avec Helmut Gernsheim à partir de 1942 ; ils se marient à la fin de la guerre. Gernsheim obtient la nationalité britannique en 1946 ; il vivra à Londres pendant la majeure partie de sa vie.

### Collectionneur et historien de la photographie
À partir de 1945, à l'instigation de Beaumont Newhall, Helmut et Alison Gernsheim commencent à collectionner les œuvres de photographes du XIXe siècle, en particulier britanniques. Ils constituent une collection importante, avec notamment des photographies de Julia Margaret Cameron, Alvin Langdon Coburn, Hill & Adamson, William Henry Fox Talbot et Louis Daguerre ; ils redécouvrent en 1947 l'activité de photographe de Lewis Carroll en tombant sur un album de ses portraits dans un magasin de bric-à-brac.
Cette collection les amène à publier en 1955 The history of photography from the earliest use of the camera obscura in the eleventh century up to 1914, qui devient un ouvrage de référence pour les historiens de la photographie ; Beaumont Newhall le décrit comme « un jalon dans l'histoire de la photographie », d'autres critiques comme « la bible du photographe ».

### Redécouverte de la première photographie
Helmut et Alison Gernsheim s'intéressent particulièrement à l'œuvre de Nicéphore Niépce et à la photographie qu'il a prise en 1827 depuis la fenêtre de sa maison à Saint-Loup-de-Varennes dite Point de vue du Gras ; Niépce avait donné cette photographie, avec d'autres specimens d'images par contact et un texte décrivant son invention, au botaniste et peintre autrichien Franz Bauer installé à Londres. Bauer présente la photographie le 9 mars 1839 à la Royal Society ; il meurt en 1840 ; la photographie est exposée régulièrement au titre de curiosité historique jusqu'en 1898 ; elle tombe ensuite dans l'oubli. Les Gernsheim la recherchent, la retrouvent et l'acquierent en 1952. Elle est exposée la même année à l'Exposition mondiale de la photographie qui a lieu à Lucerne en Suisse,. Cette redécouverte intronise finalement Niépce comme l'inventeur de la photographie.
Quand en 1963 la collection de photographies anciennes de Gernsheim est vendue à l'université du Texas à Austin, le Point de vue du Gras en fait partie. La photographie est exposée au Henry Ransom Center (en), présentée dans un conteneur sous hélium, un gaz rare qui la protège de toute corrosion et noircissement,.

## Fin de vie et postérité
Gernsheim vend en 1963 sa collection de plus de 33000 photographies anciennes, 4000 livres, avec des notes de recherche, sa propre correspondance et la correspondance collectée (notamment des lettres de Daguerre et de Fox Talbot, à l'université du Texas à Austin en 1963, ce qui a formé la base d'un Département de photographie.
Helmut Gernsheim et son épouse s'installent en 1964 à Lugano, en Suisse, dans le canton du Tessin. Alison Gernsheim meurt le 27 mars 1969. Helmut Gernsheim se remarie en 1971 avec Irène Guénin.
Il se consacre alors à sa deuxième collection, « Contemporary Collection of Photography » ; il soutient la création de galeries et de musées photographiques aux États-Unis et en Grande-Bretagne, notamment The Photographers' Gallery créée à Londres en 1971 par Sue Davies et le National Museum of Photography Film and Television à Bradford en 1983.
Helmut Gernsheim meurt à Lugano le 20 juillet 1995 à l'âge de 82 ans,.
Sa collection de photographies modernes est donnée au Forum Internationale Photographie (FIP), une des sections du Reiss-Engelhorn-Museen à Mannheim ; elle est composée d'environ 10000 œuvres de photographes du XXe siècle : photojournalisme, portraits, paysages, animaux, danse et théâtre et positions artistiques), ainsi que des propres photographies de Gernsheim.
En 2002, il est intronisé à titre posthume à l'International Photography Hall of Fame and Museum (en) de Saint-Louis aux États-Unis.

## Publications

### Ouvrages et articles sur la photographie
- (en) New photo vision, Londres, The Fountain Press, 1942, 63 p., 32 f. de planches.
- (en) « Talbot's and Herschel's photographic experiments in 1839 », Image, vol. 8, no 3,‎ 1959, p. 133.
- (en) Lewis Carroll photographer, New York, Chanticleer press, 1949, XI-121 p. ; deuxième édition revue : New York, Dover, 1969, X-127 p.
- (en) Masterpieces of victorian photography, préface de Charles Harvard Gibbs-Smith, Londres, Phaidon Press, 1951, 108 p.
- (en) Creative photography, aesthetic trends 1839-1960, , Boston, Boston book and art shop, 1962, 258 p. (Lire en ligne).
- (en) Julia Margaret Cameron : her life and photographic work, New York, Aperture, coll. « An Aperture monograph », 1975, 200 p.
- (en) « Cuthbert Bede, Robert Hunt, and Thomas Sutton », dans Van Deren Coke (dir.), One Hundred Years of Photographic History : Essays in Honor of Beaumont Newhall, Albuquerque, University of New Mexico Press, 1975, p. 64-65.
- (en) The origins of photography, Londres, Thames and Hudson, 1982, 280 p.  (ISBN 0-500-54080-2).
- (en) Incunabula of British photographic literature : a bibliography of British photographic literature 1839-75 and British books illustrated with original photographs, Berkeley, Scolar press, 1984, 159 p.  (ISBN 0-85967-657-9).
- (en) « James Anderson 1813-1877 », Fotologia, no 6,‎ 1986, p. 17-23.
- « La première photographie au monde », Études photographiques, no 3,‎ novembre 1997 (lire en ligne ).

- avec Alison Gersheim : 
  - (en) The history of photography from the earliest use of the camera obscura in the eleventh century up to 1914, Londres, Oxford University Press, 1955, XXXXVIII-395 p. (Lire en ligne) ; deuxième édition revue : Londres, Thames and Hudson, 1969, 599 p.
  - (en) Historic events, 1839-1939, Londres, Longmans, 1960, IX-254 p.
  - (en) L. J. M. Daguerre, the history of the diorama and the daguerreotype, Londres, Secker and Warburg, 1956, XX-216 p. ; deuxième édition revue : New York, Dover , coll. « Dover photography collections », 1969, 226 p.

- avec Alison Gersheim et Alvin Langdon Coburn : 
  - (en) Alvin Langdon Coburn Photographer: An Autobiography, New York / Washington, F. A. Praeger, 1966, 144 p.

- avec Bill Jay :
  - (en) Photographers photographed, Salt Lake City, G. M. et P. Smith, 1983, XIV-82 p. (ISBN 9780879051464).

### Livres de photographies
- (en) Beautiful London, Londres, Phaidon Press, 1950 : avec 103 photographies (Aperçu en ligne).

## Expositions
- 25 mars - 3 juin 1959 : Hundert Jahre Photographie 1839-1939. Aus der Sammlung Gernsheim, London, Musée Folkwang, Essen[18].

puis 27 juin - 16 août 1959 : Musée Wallraf-Richartz, Cologne.
- 1963 : Creative photography 1826 to the present, an exhibition from the Gernsheim Collection, Wayne State University, Detroit[19].
- 1978 : Rencontres de la photographie d'Arles.
- 1995 : Zeitgenössische Fotografie aus der Gernsheim-Sammlung, Roemer-Museum, Hildesheim[20].
- 12 octobre 2003 - 18 janvier 2004 : Helmut Gernsheim : Pionier der Fotogeschichte, Reiss-Engelhorn-Museen, Mannheim[21].
- 9 septembre 2012 - 14 février 2013 : Die Geburtsstunde der Fotografie. Meilensteine der Gernsheim-Collection, Reiss-Engelhorn-Museen, Forum Internationale Photographie, Mannheim[22],[23],[24],[25].

## Prix et récompenses
- 1959 : Prix culturel de la Société allemande de photographie.
- 1983 : Médaille David-Octavius-Hill.